# Gore srca!
Gore srca! bio je hrvatski vjerski list iz Istre. Izlazio je u razdoblju od 1. travnja 1946. do 26. listopada 1952., ukupno u 242 broja.

## Povijest
List je pokrenuo i uređivao don Božo Milanović, kao tajnik Književnoga društva sv. Mohora za Istru.
Prvi je broj izašao 1. travnja 1946. godine u Trstu gdje je izlazio dvotjedno. Prvotno se trebao zvati Nedjelja, ali se Milanović odlučio za Gore srca, jer je kako navodi „to ime više odgovaralo novim prilikama jer je poticalo vjernike da ni pod komunističkom diktaturom ne gube nade“. Prvi je broj tiskan u 6000 primjeraka. List se zatim prevozio u Pazin te se odašiljo pretplatnicima. Zatim je izlaženje premješteno u Rijeku. Tada je tiskan u nakladi od 13 380 primjeraka. Godine 1946. Milanović je u Pazinu osnovao Istarsko književno društvo sv. Ćirila i Metoda. Glavni je izdavač zatim bio Zbor svećenika sv. Pavla za Istru.
Godine 1947. lsit postaje izlaziti tjedno. Nakon što je Vojna uprava u Opatiji raspustila Zbor svećenika sv. Pavla list je prešao u Zagreb. Od tada ga je izdavalo Hrvatsko književno društvo sv. Ćirila i Metoda. Godine 1948. naklada je dosegnula 40 000 primjeraka po broju. Godine 1949. su vlasti počele smanjivati količinu papira za tiskanje lista. Godine 1949. i 1951. okružni je sud u Zagrebu zabranio više izdanja. 
Nakon više zabrana te sudskoga procesa protiv posljednjega urednika Franje Grundlera, list je zabranjen u listopadu 1952. godine, a zadnji 242. broj izašao je 26. listopada.  Ukupuno je izašo u 1 605 110 primjeraka lista.

## Urednici
- Vladimir Sironić
- Pavao Lončar
- Janko Oberški
- Franjo Grundler

### Članci
- Lončarević, Vladimir. 2022. Književni prilozi u listu Gore srca 1946. – 1952. Kroatologija. Sveučilište u Zagrebu – Fakultet hrvatskih studija. Zagreb. 13 (1–2): 89–102